# سیارک ۵۲۵۹
سیارک ۵۲۵۹ (به انگلیسی: 5259 Epeigeus، نامگذاری:1989BB1) پنج هزار و دویست و پنجاه و نهمین سیارک کشف شده‌است که در ۳۰ ژانویه ۱۹۸۹ کشف شد.
قدر مطلق سیارک برابر ۱۰٫۳۰ است.